# Sarah Kirkeløkke
Sarah Vest Kirkeløkke (født 5. januar 1997 i Ringe) er en dansk håndboldspiller som spiller streg for Aarhus Håndbold i Damehåndboldligaen.
Kirkeløkke har spillet for Skanderborg Håndbold siden 2020, efter fem sæsoner i lokalklubben Gudme HK, med hvem hun spillede i 1. division for.
Hun er desuden lillesøster til herrelandsholdsspiller Niclas Kirkeløkke, der til dagligt spiller i Rhein-Neckar Löwen.